# Anhel Cape
Anhel Alberta Cape (* 14. Mai 1978) ist eine ehemalige guinea-bissauische Mittelstreckenläuferin.
Sie trat bei den Olympischen Sommerspielen 2000 in Sydney und denen 2004 in Athen an. In den Wettläufen über 800 m schied sie jeweils in den Vorläufen aus. Sie war die erste Frau, die für Guinea-Bissau bei den Olympischen Spielen startete.